# Heinrich Geißler (Glasbläser)

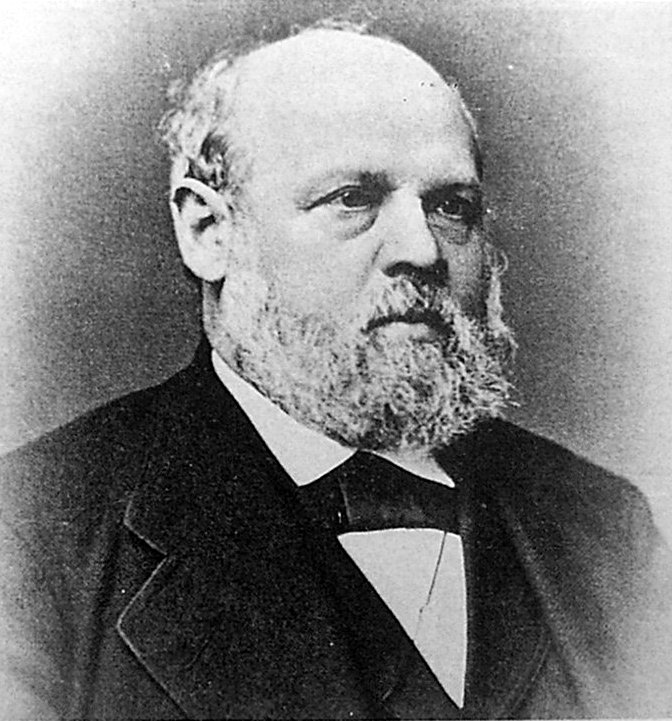
Heinrich Geißler

Johann Heinrich Wilhelm Geißler (* 26. Mai 1814 in Igelshieb; † 24. Januar 1879 in Bonn) war ein deutscher Glasbläser, Instrumentenmacher und Erfinder der geißlerschen Röhre, einer gläsernen Niederdruck-Gasentladungsröhre, heute auch bekannt als Leuchtstofflampe.

## Leben

### Herkunft und Kindheit

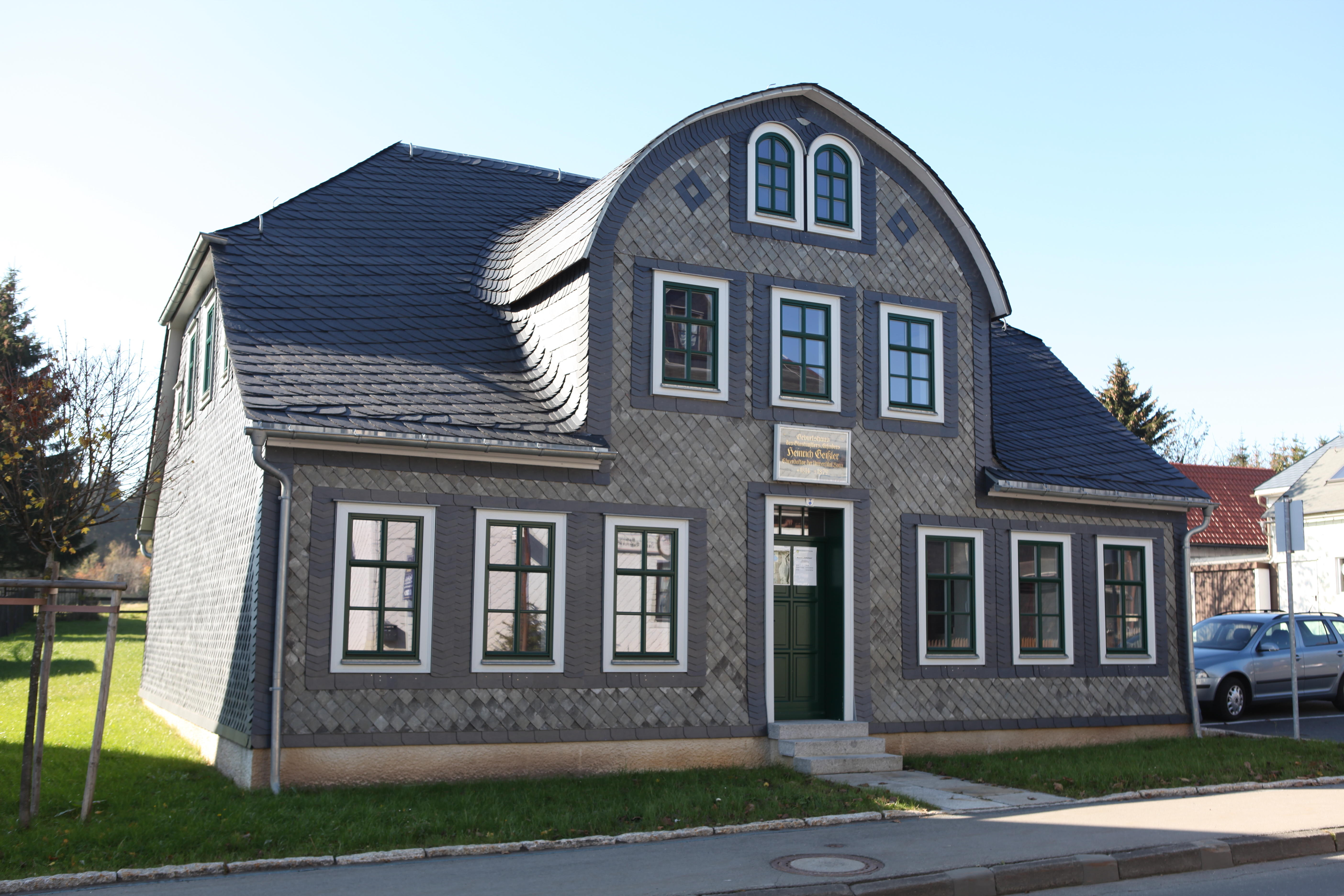
Elternhaus in Igelshieb

Johann Heinrich Geißler wurde in Igelshieb (damals Herzogtum Sachsen-Meiningen, heute Ortsteil von Neuhaus am Rennweg) geboren. Sein für Thüringen typisches Geburtshaus wurde bis heute kaum verändert. Dazu gehörte ein Stückchen Feld und Wiese für Kartoffelanbau und Ziegenhaltung. Der Grundbesitz und das Haus, das die materielle Grundlage für die Erwerbstätigkeit der Familie war, stammte von seiner Mutter Johanna Rosina Eichhorn. Sie hatte insgesamt zwölf Kinder. Drei davon starben vor ihr, eins kurz nach ihrem Tod. Als Todesursache wird allgemein die dürftige Lebensweise gesehen.
Familie Geißler fand ihren Lebensunterhalt in der Hausindustrie. Die Hausindustrie war ein wichtiger Wirtschaftsfaktor im Meininger Oberland, hatte aber bedrückende soziale Verhältnisse zur Folge. Die meisten Glasbläser waren arm. Daher war Frauen- und Kinderarbeit unvermeidbar. Kinder mussten ab dem vierten oder fünften Lebensjahr mithelfen. Glasbläser war für Heinrich und seine Geschwister kein Traumberuf, sondern ein vorgezeichneter Lebensplan ohne Alternative. Familie Geißler lebte etwas besser als der Durchschnitt, doch auch Georg Geißler konnte seinen Kindern nicht mehr geben als seine handwerkliche Fertigkeit. Jedoch wäre es historisch falsch, deren Wert zu unterschätzen.
In Igelshieb war die Lampenglasbläserei heimisch geworden. Viele der geschicktesten Glasbläser versuchten, durch neue, qualitativ hochwertige Erzeugnisse, deren Technologie geheim war, wirtschaftliche Stabilität zu gewinnen, doch war dies nicht von Erfolg gekrönt. Diese Situation kennzeichnete das soziale Umfeld der Kindheit Heinrich Geißlers und beeinflusste somit seinen Lebensweg entscheidend. Sein Vater, Georg Geißler, gehörte zu den Innovatoren unter den Glasbläsern, denn er beschäftigte sich nicht nur mit Auftragsarbeiten für die in Sonneberg ansässigen Verleger und Handelshäuser, sondern auch mit dem Instrumentenbau, beispielsweise mit dem Bau von Thermometern und Barometern, die er zumindest zeitweise vertrieb.
Die fachlichen Kenntnisse musste sich Johann Heinrich Geißler autodidaktisch aneignen. Maßgebend war das Buch Anleitung zur Verfertigung übereinstimmender Thermometer und Barometer des Mechanikers und Privatdozenten Friedrich Körner. In den 30er Jahren des 19. Jhd. entwickelten sich außerhalb der heimindustriellen Zentren günstigere Möglichkeiten für das berufliche Fortkommen eines Glasbläsers. Dies war die Folge des Aufschwungs der experimentellen Naturwissenschaften. Forscher brauchten Geräte, die für sie angepasst waren und deshalb an Ort und Stelle, in unmittelbarer Konsultation mit dem Handwerker gefertigt werden mussten. Daher boten Universitäten intelligenten und geschickten Glasbläsern ein relativ günstiges Betätigungsfeld. Aus diesem Grund verließen Heinrich Geißler und seine Brüder ihre Heimat, und nach längerer Wanderschaft ließ sich Heinrich Geißler in Bonn nieder.

### Wanderjahre
Geißler arbeitete mehr als ein Jahrzehnt als wandernder Handwerker. Diese Jahre waren wichtig und von hoher Bedeutung für die Vervollkommnung seiner beruflichen Kenntnisse und seiner persönlichen Entwicklung. Einige Lebensdaten sind aus diesen Jahren bekannt:
Geißler unternahm höchstwahrscheinlich im Auftrag seines Vaters 1832 eine Geschäftsreise. Er besuchte u. a. München und Ulm. Nach Polizeiakten verbrachte er in München jedoch nur wenige Tage. Weiter besteht ein aktenkundiger Aufenthalt in Bonn zu Beginn des Jahres 1839. Im Februar desselben Jahres versandte das Verwaltungsamt Sonneberg einen für Holland und Frankreich ausgestellten Reisepass auf dem Amtswege.
Für die Stadt Den Haag kann ein zweijähriger Aufenthalt nachgewiesen werden, höchstwahrscheinlich von 1845 bis 1847. Die Meldekartei der Stadt führte Geißler als physikalischen Feinmechaniker, der in einem möblierten Zimmer in der Oude Molstraat wohnte. Der Diligentia, einer Vereinigung von Wissenschaftlern und Laienforschen, gehörte er jedoch nicht an.
In der Haager Volkszählung von 1849 wird sein Name nicht mehr aufgelistet. Im Jahre 1852 ist sein Aufenthalt in Bonn mehrfach archivalisch belegt. Erster Wohnsitz Geißlers war nach Überlieferungen in der Bonngasse, direkt neben Beethovens Geburtshaus. Geißler, Heinrich gründete 1854 in Bonn eine Werkstatt für wissenschaftlichen Gerätebau. Nach einigen weiteren Wohnungswechseln zog er 1867 in die Burgstraße 14. Kurze Zeit später erwarb er das Haus und passte es durch Umbauten seinem Betrieb an.

### Leben in Bonn
Heinrich Geißler war aufgrund seiner Position, als Leiter seiner Firma, gezwungen, die Berufe des Handwerkers, Ingenieurs und Kaufmanns zu verbinden. Seine Firma war unter den Wissenschaftlern der Welt sehr angesehen, aber wurde nie zu etwas Größerem als ein Handwerksbetrieb. Der Grund war, dass er, wie ein Bericht aus der Wiener Weltausstellung verlauten ließ, eher ein unübertroffener Künstler der Glaskonstruktionen war, als ein kaufmännischer Organisator, der seine Firma zu einem riesigen Aufstieg bringen könnte.
Heinrich Geißler erhielt besonders in seinen letzten Lebensjahren viele Ehrungen und Auszeichnungen; er nahm sie dankbar an, überschätzte sie aber nicht. Im Jahre 1868 erhielt Geißler, wahrscheinlich auf Anregung August Kekulés und Hans Landolts, die Ehrendoktorwürde der Philosophischen Fakultät der Universität Bonn. Heinrich Geißler hielt immer wieder Vorträge und Abhandlungen vor der Öffentlichkeit, um seine, durch sein ernstes Streben nach wissenschaftlicher Erkenntnis entstandenen, Untersuchungen und Apparatekonstruktionen preis- beziehungsweise weiterzugeben.
Geißler lebte bescheiden und in bürgerlicher Einfachheit. Er vermählte sich 1865 in Gießen mit der damals 19-Jährigen Mathilde Elisabethe (genannt Elise) Pietsch. Ihre Ehe blieb kinderlos.
Am 24. Januar 1879 verstarb Heinrich Geißler in Bonn. Kurz darauf schrieb die Bonner Zeitung einen Nachruf. In diesem steht, dass der verdienstvolle Mann Heinrich Geißler, in einem Alter von 65 Jahren, am gestrigen Abend durch einen wiederholten Schlaganfall verstarb und somit sein wirkungsreiches und bewegtes Lebens ein zu frühes Ende fand. Des Weiteren wird betont, sein Heimgang werde von der gesamten Bürgerschaft Bonns, auf Grund seiner Geselligkeit und seiner uneigennützigen Persönlichkeit, mit tiefster Trauer bedauert.
Er wurde auf dem Historischen Friedhof Bonns am 27. Januar 1879 beigesetzt. Seine Grabstätte wird bis heute von der Stadt Bonn gepflegt.
In Igelshieb wurde in seinem Geburtshaus ein Heimatmuseum eingerichtet. Das Museum Geißlerhaus enthält unter anderem auch eine ständige Ausstellung über das Leben und Schaffen von Heinrich Geißler.

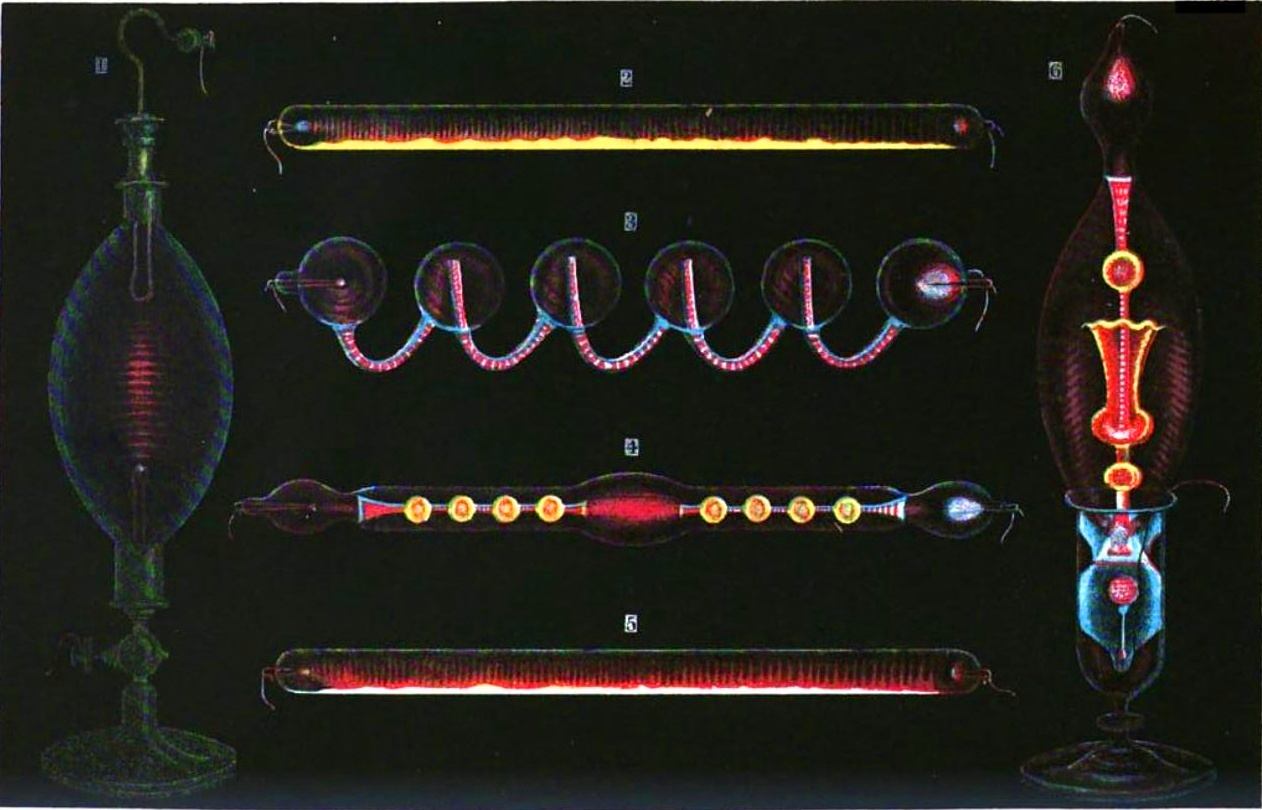
Künstlerisch gestaltete geißlersche Röhren

## Erfindungen (Geschichte)
Theodor Meyer, Assistent am Physikalischen Kabinett in Bonn, schrieb im September 1857, dass Heinrich Geißler ihn darum bat, eine seiner Glasröhren auf das Phänomen der Schichtung zu untersuchen. Er war davon so überrascht, dass er Geißler bat, Muster anzufertigen. Es dauerte nicht lange und schon hatte dieser mehrere seiner Glasröhren angefertigt, um das noch unbekannte Phänomen untersuchen zu lassen. Da die Schwierigkeit, ein Vakuum auf die herkömmliche Methode zu erzeugen, noch nicht überwunden war, entwickelte er kurze Zeit später einen besonderen Apparat, der es ihm ermöglichte, seine Röhren zu evakuieren und sie mit Gasen beliebig großer Spannkraft zu füllen.
Etwa um die gleiche Zeit schrieb Julius Plücker, geißlersche Röhren würden zu Recht geißlersche genannt, auch wenn Heinrich Geißler nicht der Erste war, der sie anfertigte. Denn er führte das Werk anderer fort und perfektionierte es. Außerdem meinte Plücker, dass dadurch nicht Geißlers Werk geschmälert, sondern seine Arbeit erst ins rechte Licht gerückt werde.
Schon zwanzig Jahre früher wurde mit einem gläsernen elektrischen Ei die Stromleitung in Gasen, häufig auch Gasentladung genannt, systematisch von niemandem Geringeren als Michael Faraday untersucht. Jedoch ist zu erwähnen, dass es ihm damals noch nicht gelang, Metallelektroden gasdicht durch Glas zu führen. Einer der Gründe könnten auch die damals bekannten Pumpen sein, denn sie ließen nur die Herstellung eines Grobvakuums zu. Aus diesem Grund blieben zu dieser Zeit auch noch wichtige Gesetzmäßigkeiten unentdeckt.
Sein in Amsterdam lebender Bruder, Friedrich Wilhelm Florenz Geißler, hatte 1856 im Auftrag des Holländers van der Willigen in die Torricellische Leere einer Barometerröhre Platindrähte eingeschmolzen und anschließend abgeschmolzen. Dadurch konnte zwar das bis dahin bestmögliche Vakuum erreicht werden; da aber die Torricellische Leere naturgemäß nur Quecksilberdampf enthält, konnten alle Untersuchungen auf diese Weise nur mit dieser einen Substanz durchgeführt werden. Die Geißler-Röhre muss keinen Vergleich mit ihren Vorläufern scheuen, denn sie bringt drei Vorteile. Dies wären die Perfektionierung der Elektrodendurchführung, ein relativ gutes Vakuum und die freie Wahl des Füllgases. Die von Geißler eigens konstruierte Pumpe kann hier nicht beschrieben werden. Es muss genügen, zu wissen, dass sich der Verdünnungsgrad auf das 300fache steigern ließ. Später gab es Weiterentwicklungen (welche von verschiedenen Forschern entwickelt wurden), die es schließlich erlaubten, Vakua bis 10⁻⁶ Torr zu erzeugen. Zur selben Zeit entwickelte man auch Abwandlungen dieser Röhre, die mitunter nach den Namen ihrer Entwickler als Hittorf'sche, Crookes’sche oder Perrin’sche Röhren benannt wurden. Die einzelnen Modelle konnten bis heute noch nicht voneinander abgegrenzt werden, wohl auch, weil es wissenschaftsgeschichtlich nicht relevant ist. Es gibt keinen Zweifel, dass Heinrich Geißler zur rechten Zeit da war, um der wissenschaftlichen Forschung die rechten Instrumente in die Hand zu geben.
Der Physiker Heinrich Hertz nannte als Gründe für seine Beschäftigung mit den Lichterscheinungen in den verdünnten Gasen der geißlerschen Röhren die Schönheit und Mannigfaltigkeit der Erscheinungen sowie das große theoretische Interesse an dem noch unerforschten Gebiet.

## Auszeichnungen und Ehrungen
Heinrich Geißler erhielt für sein Schaffen und seine Leistungen nur wenige Auszeichnungen, denn er hatte nur für eines seiner Instrumente, das Vaporimeter, ein Patent beantragt. Deshalb waren seine anderen Erfindungen, wie zum Beispiel die Grubensicherheitslampe, nur sehr wenigen bekannt. Eine seiner Ehrungen war die Anerkennung der Ehrendoktorwürde der Universität Bonn am 4. August 1868. Hierbei muss erwähnt werden, dass er der einzige war, der eine Ehrendoktorwürde im Zusammenhang mit der Glasapparaturherstellung und Glasapparatetechnik erhalten hat. Des Weiteren erhielt Geißler auf der Pariser Weltausstellung im Jahr 1855 eine Goldmedaille. Die Vergabe der Medaille begründeten die Mitglieder der Jury so: „Die Instrumente des Herrn Geißler sind durch Genauigkeit und eine sehr hohe Empfindlichkeit ausgezeichnet, und einige unter ihnen tragen neue und nützliche Eigenschaften. Die Jury erwähnt ausdrücklich die Normalthermometer des großen Wettbewerbs, seine Hypsometer (Höhenmesser), das Vaporimeter, bestimmt zur Messung des Alkoholgehalts einer Flüssigkeit mittels der Spannung ihres Dampfes, sowie schließlich ein Hygrometer nach Daniell, welches eine schnellere Anzeige als die bisher üblichen zu leisten vermag.“
Zuletzt wurde er im Jahr 1873 auf der Wiener Weltausstellung geehrt. Dort wurde er für seine Quecksilber-Vakuumluftpumpe mit Glashähnen mit dem österreichischen Zivil-Verdienstkreuz für Kunst und Wissenschaft in Gold ausgezeichnet. Diese drei Ehrungen beziehungsweise Auszeichnungen erhielt Geißler zu seinen Lebzeiten. Doch noch lange nach seinem Tod im Jahr 1879 wurde Geißler geehrt. So wurde zum Beispiel im Jahr 1976 ein Mondkrater am östlichen Rand der Mondvorderseite nach ihm benannt und auch einige Straßen tragen seinen Namen, unter anderem in Bonn, Rudolstadt, München oder Berlin.

## Sonstiges
Um 1929 betrieb ein Mann namens Geissler ein Ringelspiel im Wiener Prater und stattete es mit „Neonröhren“"-Leuchtwerbung aus. Wegen großer Nachfrage verlagerte er sein Geschäft (in Wien) ganz auf Gasentladungs-Werbeleuchten. 1949 gründete seine Tochter einen Betrieb in Linz, der als Filialbetrieb mit einer Werkstätte in einer Garage in Urfahr begann. 1950 wurde ein Grundstück im Süden der Stadt gekauft. Der bis heute hier bestehende Betrieb wurde 2003 umfirmiert und von der 3. Familiengeneration übernommen und war damals Arbeitsplatz von 3 Glasbläsern. Der Firmenname beginnt (Stand April 2020) immer noch mit Neon Geissler, das Geschäft wird jedoch seit einer Übergangsphase um 2005/2010 von Leuchtdioden dominiert. Die Namensähnlichkeit mit Heinrich Geißler ist rein zufällig.